# 费国
费国是中國歷史上周朝的諸侯國，由於史料不詳，其具體位置、創立年份、滅亡年份皆有爭議，甚至可能有多於一個的費國存在。主要有兩種說法：
- 夏代封立的姒姓国，位于今山东济宁鱼台县西南，曾为鲁国附庸，此说主张鲁国季孙氏不曾在其封邑费立国；
- 春秋末期兴起的小国，为鲁国季孙氏据其采邑费（今山东临沂费县西北）所立。

## 不同概念的“费”
1. 费，滑国国都，今河南偃师附近
2. 费国，夏代古国，姒姓费氏。
3. 费，鲁国地名，季孙氏的采邑，位于今山东临沂费县西北[註⁠ 1]。

## 文献记载
- 《尚书》中载有鲁侯伯禽所作的《费誓》。
- 《孟子·万章》中提到费惠公，称其为“小国之君”[註⁠ 2]。
- 《吕氏春秋》“费”“滕”并列[註⁠ 3]。
- 刘向《说苑》有“费君”。
- 汉《史记·夏本纪》中提到姒姓费氏“用国为姓”[註⁠ 4]。
- 元《齐乘》提到“古费伯国”[註⁠ 5]。
- 清乾隆《济宁直隶州志》鱼台县下，载有费亭城、费亭两个条目[參⁠ 1]。

## 争议

### 季孙氏是否据费僭国？
较早提出季孙氏立费国的是南宋的王应麟，之后持相同观点的有清代的顾炎武、阎若璩。

### “曾子处费”的“费”在何处？
官方认定在费县，今属平邑县南武城。

## 考古发现
- 费敏父鼎，1972年邹县邾国故城附近出土，藏邹县文物保管所。腹内壁铸阴文3行17字：“费敏父作孟姒□媵鼎，其眉寿万年永宝用。”[參⁠ 2]

## 备注
1. ↑  古音“祕”（bì，注音：ㄅㄧˋ），今“费县”读“fèixiàn”（注音：ㄈㄟˋㄒㄧㄢˋ）。
2. ↑  《孟子·万章》第三篇：非惟百乘之家为然也，虽小国之君亦有之。费惠公曰：“吾于子思，则师之矣；吾于颜般，则友之矣；王顺、长息则事我者也。”
3. ↑  《吕氏春秋·慎势篇》：“以滕、费则劳，以邹、鲁则逸”
4. ↑  《史记·夏本纪》：“太史公曰：禹为姒姓，其后分封，用国为姓，故有夏后氏、有扈氏、有男氏、斟寻氏、彤城氏、襃氏、费氏、杞氏、缯氏、辛氏、冥氏、斟戈氏。”
5. ↑  《齐乘·卷四·古迹一·城郭》中有“古费城”一条：费县西北二十里古费伯国 【 古费伯国○左传隐元年费伯帅师城郎杜云费伯鲁大夫二年司空无骇入极费庈父胜之杜云庈父费伯也则费为庈父采邑非国也自寰宇记以为费伯国误】 姬姓懿公之孙后为季氏邑颛臾城在北所谓固而近于费
6. ↑   註:

### 其他参考
1. 《山东通史·先秦卷》
2. 沈效敏，《曾子故里考实》
3. 沈效敏，《错误的立论根基——评曾子故里平邑说》